# Sant Guim de Freixenet
Sant Guim de Freixenet és un municipi de la comarca administrativa de la Segarra. El municipi, amb una superfície de 25,1 km², es localitza a les cotes altes de l'Altiplà Central de la Segarra, en la divisòria d'aigües entre les conques hidrogràfiques del Segre i del Llobregat. Concretament, el seu territori s'estén entre les capçaleres dels riu Sió, d'Ondara, i Anoia, sector geogràfic tradicionalment comprès com a Alta Segarra. Limita amb els municipis anoiencs de Pujalt (al N), Veciana (a l'NE) i Copons (a l'E), amb l'enclavament de Santa Maria del Camí (del municipi de Veciana, al SE), amb Argençola i Montmaneu (al S), i ja a la Segarra, amb Ribera d'Ondara (a l'W) i amb Estaràs (al NW).
Les vies d'accés principal al municipi són, per carretera, la comarcal C-442 des de Montmaneu (partint de la rotonda de sortida de l'A-2), i des de Calaf (partint del nus amb la comarcal C-452). També, les carreteres locals LV-1003 (provinent de la N-141f, a Les Oluges), i la LV-1005 (provinent de la N-141f, al centre de Sant Ramon, o de la LV-1004 a Santa Fe de Segarra, connectades a la C-25 Eix Transversal) 

## Geografia física
- Llista de topònims de Sant Guim de Freixenet (Orografia: muntanyes, serres, collades, indrets..; hidrografia: rius, fonts...; edificis: cases, masies, esglésies, etc).

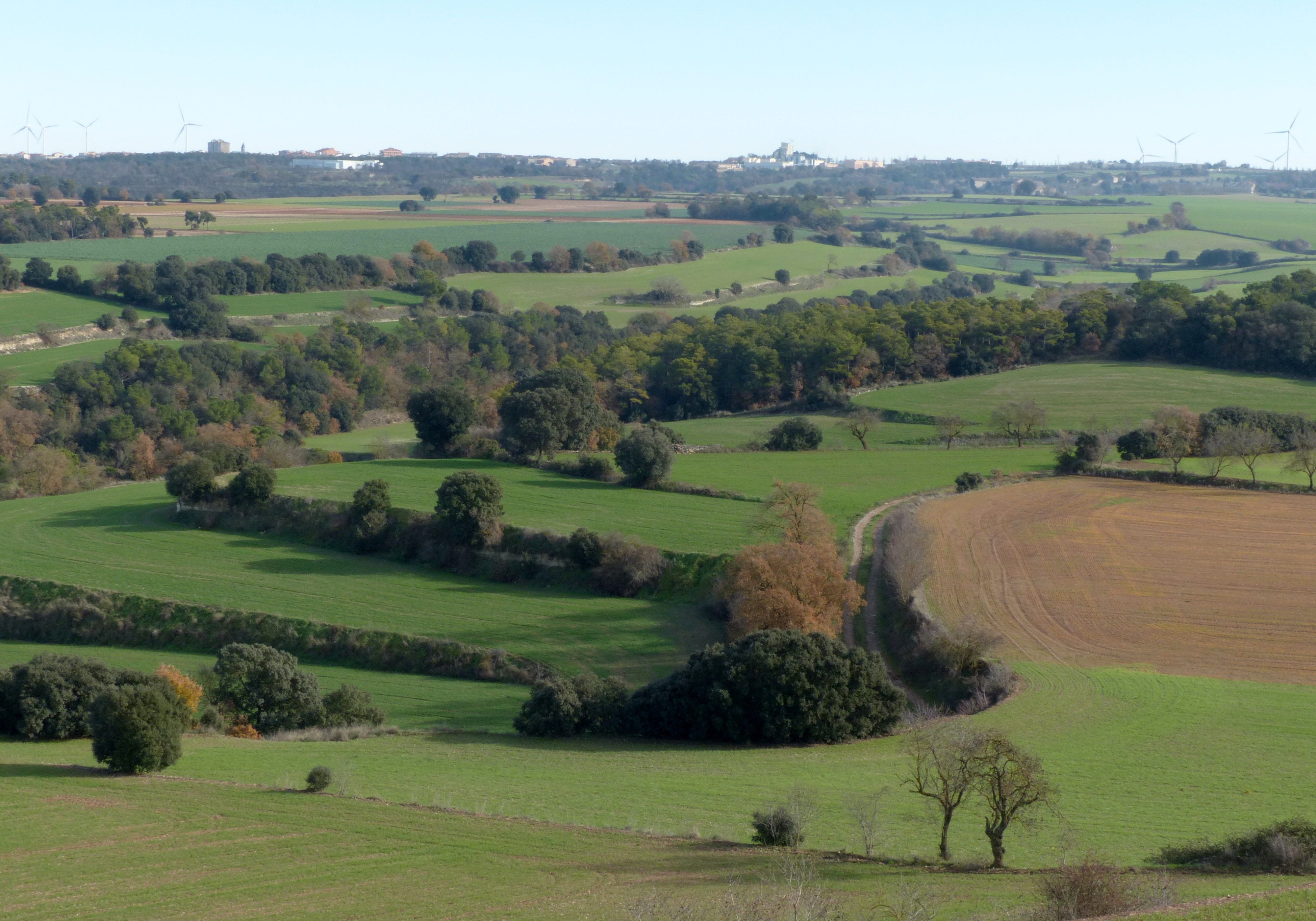
Paisatge d'hivern a Sant Guim de Freixenet (Segarra)

El territori municipal és prou elevat, en el context de l'Altiplà, arribant-se a assolir l'altitud màxima al Tossal del Magre (781 m). El clima és transicional entre el tipus Mediterrani Continental Sec i el tipus Mediterrani Continental sub-humit (segons criteris termopluviomètrics), on la Temperatura mitjana anual es troba entre 12 °C i 13 °C, i la Precipitació mitjana anual es troba entre 500 i 550 mm. Les estacions plujoses són primavera i tardor, i les més seques són hivern i estiu. A nivell tèrmic, els hivern tendeixen a ser freds a molt freds (mitjanes de 3 °C), i els estius calorosos (amb mitjanes de 22 a 24 °C), notant-se una elevada amplitud tèrmica anual.

## Nuclis històrics del municipi
El municipi de Sant Guim de Freixenet, comprèn un total de 11 nuclis històrics de població, sent cap municipal (des del segle XX) el poble igual nomenat de Sant Guim de Freixenet (o Sant Guim de l'Estació), que va néixer al voltant de l'estació ferroviària de "San Guim", pertanyent a la línia Lleida-Manresa.
| Entitat de població       | Habitants (2024) |
| Sant Guim de Freixenet    | 1.035            |
| Freixenet de Segarra      | 49               |
| la Tallada                | 38               |
| Sant Domí                 | 35               |
| la Rabassa                | 20               |
| Sant Guim de la Rabassa   | 13               |
| el Castell de Santa Maria | 10               |
| Amorós                    | 9                |
| Melió                     | 3                |
| Palamós                   | 1                |
| Altadill                  | 1                |
| Font: Idescat             |                  |

## Història: El paper moneda de Pineda de Segarra
La zona de la Segarra va ser l'escenari d'activitats militars al temps del Front de Lleida. El dia 5 d'abril del 1938 els avions de les forces expedicionàries feixistes que donaven suport a la insurrecció del general Franco varen bombardejar l'estació de tren de Sant Guim de Freixenet. El bombardeig de l'estació va tindre lloc probablement per intentar deturar el tren hospital nº 20 del govern republicà.
Aleshores Sant Guim es deia Pineda de Segarra. Durant aquells anys difícils l'ajuntament de Pineda de Segarra va editar paper moneda. Aquesta pràctica va ser el resultat de la iniciativa d'alguns ajuntaments i comerciants de la comarca per generar liquiditat. Els bitllets i vals havien d'estar garantits amb un dipòsit equivalent al valor editat en una entitat bancària o caixa d'estalvis.

## Demografia
| 1497 f | 1515 f | 1553 f | 1717 | 1787 | 1857 | 1877 | 1887 | 1900 | 1910 |
| ------ | ------ | ------ | ---- | ---- | ---- | ---- | ---- | ---- | ---- |
| 40     | 46     | 61     | 279  | 264  | 705  | 499  | 497  | 536  | 704  |

| 1920 | 1930  | 1940  | 1950  | 1960  | 1970  | 1981  | 1990  | 1992  | 1994  |
| ---- | ----- | ----- | ----- | ----- | ----- | ----- | ----- | ----- | ----- |
| 898  | 1.123 | 1.141 | 1.206 | 1.198 | 1.185 | 1.070 | 1.049 | 1.067 | 1.067 |

| 1996  | 1998  | 2000  | 2002  | 2004  | 2006  | 2008  | 2010  | 2012  | 2014  |
| ----- | ----- | ----- | ----- | ----- | ----- | ----- | ----- | ----- | ----- |
| 1.056 | 1.047 | 1.046 | 1.071 | 1.071 | 1.057 | 1.104 | 1.114 | 1.104 | 1.107 |

| 2016  | 2018  | 2020  | 2022  | 2024  | 2026 | 2028 | 2030 | 2032 | 2034 |
| ----- | ----- | ----- | ----- | ----- | ---- | ---- | ---- | ---- | ---- |
| 1.059 | 1.040 | 1.037 | 1.120 | 1.222 | -    | -    | -    | -    | -    |

## Política

### Resultats a les eleccions municipals
Evolució del ple del consistori des de l'any 1979.
| Composició del ple municipal |      |      |      |      |      |      |      |      |      |      |      |
| Partit                       | 1979 | 1983 | 1987 | 1991 | 1995 | 1999 | 2003 | 2007 | 2011 | 2015 | 2019 |
| ERC-AM                       |      |      |      |      |      |      | 6    | 9    | 6    | 6    | 7    |
| CiU / JxCat                  |      | 2    | 4    | 5    | 2    | 1    | 1    |      | 3    | 3    | 2    |
| PP                           |      |      |      | 2    | 1    | 1    | 0    |      |      | 0    |      |
| PSC-PM                       |      |      | 1    | 2    | 3    | 5    | 2    |      |      |      |      |
| AIPN                         |      |      |      |      | 3    | 2    |      |      |      |      |      |
| IC - AV                      |      |      |      | 0    |      |      |      |      |      |      |      |
| COM - IND.                   |      | 6    | 4    |      |      |      |      |      |      |      |      |
| G.I.PRPGRE                   |      | 1    |      |      |      |      |      |      |      |      |      |
| Centristes de Catalunya-UCD  | 6    |      |      |      |      |      |      |      |      |      |      |
| JM                           | 3    |      |      |      |      |      |      |      |      |      |      |
| Total                        | 9    | 9    | 9    | 9    | 9    | 9    | 9    | 9    | 9    | 9    | 9    |